# ريجينا هول
ريجينا هول (بالإنجليزية: Regina Hall)‏ هي ممثلة أفلام وتلفزيون أمريكية ولدت في يوم 12 ديسمبر 1970 في مدينة واشنطن العاصمة في الولايات المتحدة، مثلت في سلسلة أفلام Scary Movie ومثلت في فلم فكر كرجل في 2012 وفلم Think Like a Man Too في 2014 ومثلت في مسلسل ألي مكبيل.

## الأعمال
- فكر كرجل
- ألي مكبيل
- عن الليلة الأخيرة
- رحلة فتيات

## روابط خارجية
- ريجينا هول على موقع IMDb (الإنجليزية)
- ريجينا هول على موقع ميتاكريتيك (الإنجليزية)
- ريجينا هول على موقع روتن توميتوز (الإنجليزية)
- ريجينا هول على موقع قاعدة بيانات الأفلام العربية
- ريجينا هول على موقع ألو سيني (الفرنسية)
- ريجينا هول على موقع ميوزك برينز (الإنجليزية)
- ريجينا هول على موقع أول موفي (الإنجليزية)
- ريجينا هول على موقع بوكس أوفيس موجو (الإنجليزية)
- ريجينا هول على موقع قاعدة بيانات الأفلام السويدية (السويدية)
- ريجينا هول على موقع إن إن دي بي (الإنجليزية)